# Wahlkreis Budapest IV. kerület
Der Wahlkreis Budapest IV. kerület (Langform Wahlkreis Budapest IV. kerület – Belváros) war ein Wahlkreis im Komitat Pest-Pilis-Solt-Kiskun für die Wahlen des Abgeordnetenhauses im Ungarischen Reichstag.

## Beschreibung
Der Wahlkreis war einer von 26 Wahlkreisen des Pest-Pilis-Solt-Kiskun. Als einer von neun Wahlkreisen von Budapest umfasste er größtenteils die Pester Innenstadt (ung. Belváros) bzw. den heutigen südlichen Teil des V. Budapester Bezirks. Er entstand 1878 im Zuge der Komitatsreform 1876, bei der auch die Wahlkreise des Königreichs Ungarn reformiert wurden, aus dem Wahlkreis Pest I.

## Abgeordnete
Folgende Abgeordnete wurden bei den Wahlen im Wahlkreis Budapest IV. kerület gewählt:
| Name                   | Partei                                                         | Wahl   | Amtszeit                                 |
| ---------------------- | -------------------------------------------------------------- | ------ | ---------------------------------------- |
| Pál Királyi            | Egyesült Ellenzék (Vereinigte Opposition)                      | 1878   | 19. Oktober 1878 – 1. Juni 1881          |
| Pál Királyi            | Mérsékelt Ellenzék (Gemäßigte Opposition)                      | 1881   | 26. September 1881 – 19. Mai 1884        |
| Jenő Zichy             | Szabadelvű Párt (Liberale Partei)                              | 1884   | 27. September 1884 – 25. Mai 1887        |
| Ágoston Trefort        | Szabadelvű Párt (Liberale Partei)                              | 1887   | 28. September 1887 – 22. August 1888 (†) |
| Ivor Kaas              | Mérsékelt Ellenzék (Gemäßigte Opposition)                      | 1888 1 | 17. Oktober 1888 – 4. Januar 1891        |
| Frigyes Podmaniczky    | Szabadelvű Párt (Liberale Partei)                              | 1892   | 20. Februar 1892 – 3. Oktober 1896       |
| Frigyes Podmaniczky    | Szabadelvű Párt (Liberale Partei)                              | 1896   | 25. November 1896 – 5. September 1901    |
| Frigyes Podmaniczky    | Szabadelvű Párt (Liberale Partei)                              | 1901   | 26. Oktober 1901 – 3. Januar 1905        |
| István Tisza           | Szabadelvű Párt (Liberale Partei)                              | 1905   | 17. Februar 1905 – 19. Februar 1906      |
| Géza Polónyi           | Függetlenségi és 48-as Párt (Unabhängigkeits- und 48er Partei) | 1906   | 21. Mai 1906 – 21. März 1910             |
| Károly Khuen-Héderváry | Nemzeti Munkapárt (Nationale Partei der Arbeit)                | 1910   | 23. Juni 1910 – 16. Februar 1918 (†)     |
| Sándor Wekerle         | 48-as Alkotmánypárt (48er Verfassungspartei)                   | 1918 1 | 23. April 1918 – 16. November 1918       |
| 1 Nachwahl             |                                                                |        |                                          |